# Messerschmitt Me 362
O Messerschmitt Me 362 foi um projecto da empresa Messerschmitt para a concepção de um grande avião de transporte aéreo, alimentado por três motores a jacto. O projecto nunca saiu do papel.